# Lieder der Nacht
Lieder der Nacht ist ein Lied der deutschen Sängerin Marianne Rosenberg aus ihrem gleichnamigen fünften Studioalbum Lieder der Nacht.

## Entstehung und Veröffentlichung
Geschrieben wurde der Titel von Joachim Heider und Christian Heilburg. Als Produzent fungierte einzigst Heider. Die Single-LP erschien im Mai 1976 mit der B-Seite Liebe kann so weh tun beim Musiklabel Philips.
1976 sang sie den Titel Tout peut arriver au cinéma (Lieder der Nacht) bei der nationalen Vorentscheidung Luxemburgs zum Eurovision Song Contest. Sie scheiterte an ihrem Landsmann Jürgen Marcus, der beim Finale in Den Haag teilnahm.

## Charts und Chartplatzierungen
Lieder der Nacht stieg erstmals am 24. Mai 1976 auf Rang 33 der deutschen Singlecharts ein. Seine beste Platzierung erreichte das Lied in der Chartwoche vom 16. August 1976 mit Rang sechs. Das Lied konnte sich 32 Wochen in den deutschen Charts platzieren, sieben davon in den Top 10. Letztmals platzierte sich das Lied in der Chartwoche vom 27. Dezember 1976. Am Ende des Jahres belegte das Lied Rang zwölf der deutschen Single-Jahrescharts. Lieder der Nacht avancierte zum zwölften Charthit für Rosenberg in Deutschland, es ist ihr fünfter Top-10-Hit. Bis heute konnte sich kein Lied von ihr länger in den deutschen Charts platzieren. Die längste Verweildauer erzielte zuvor Fremder Mann mit 22 Wochen (1971).
| ChartsChartplatzierungen | Höchstplatzierung | Wochen |
| ------------------------ | ----------------- | ------ |
| Deutschland (GfK)        | 6 (32 Wo.)        | 32     |

| ChartsJahrescharts (1976) | Platzierung |
| ------------------------- | ----------- |
| Deutschland (GfK)         | 12          |